# FC Kirchberg BE
Der FC Kirchberg BE ist ein Schweizer Fussballverein aus Kirchberg BE. Der gesamte Verein besteht momentan aus 16 Mannschaften. Darunter befinden sich eine erfolgreiche Damen- sowie eine vorbildliche Juniorenabteilung. Die 1. Mannschaft spielt seit der Saison 2015/16 in der 2. Liga interregional.

## Geschichte
Der Club wurde am 24. Oktober 1924 von zwölf Fussballbegeisterten gegründet. Als Vereinsfarben wurden Orange und Schwarz gewählt. Diese Vereinsfarben haben noch bis Heute ihre Gültigkeit. Die 1. Mannschaft schwankte seither meist zwischen der 2. und 3. Liga. Seit einiger Zeit konnte sie sich aber relativ stabil im Mittelfeld der 2. Liga halten. In der Saison 2014/2015 stieg die Mannschaft überraschend auf. Der Verein hat rund 400 Mitglieder (Stand: 2015).

## Birkenring
Der FC Kirchberg BE trägt seine Heimspiele auf dem Sportplatz Birkenring aus. Zusätzlich verfügt der Verein über ein Kunstrasenspielfeld, welches im Jahre 2012 saniert wurde sowie zwei Trainingsplätze.

## Anlässe
Der Verein führt jedes Jahr verschiedene Anlässe und Aktivitäten durch. Am ersten Wochenende nach Ende der Meisterschaft im Juni findet jeweils ein grosses Grümpelturnier auf dem Sportplatz Birkenring statt. Alljährlich melden sich fast 100 verschiedene Mannschaften in diversen Kategorien an. Ein weiteres Highlight ist der Schnittersonntag. Bei diesem Dorffest organisiert der Verein jedes Jahr eine Brasserie und eine Bar. Seit 2009 findet jeweils Ende Juli ein Blitzturnier statt. Neben der 1. Mannschaft nehmen zwei weitere Mannschaften teil. Bisher waren dies der FC Münsingen, SC Düdingen, FC Muri, FC Langenthal und die U-21 des BSC YB.